# Blau-Weiß 90 Berlin

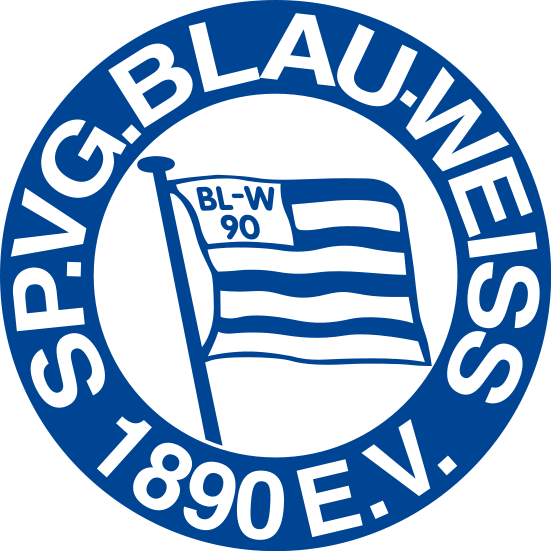
Föreningens logo

Blau-Weiß 90 Berlin (officiellt: Sportliche Vereinigung Blau-Weiß 1890 e. V.) var en fotbollsförening från Mariendorf i Berlin.
Föreningen bildades 1927 genom sammanslagning av två tidigare klubbar varav den ena var Berliner FC Vorwärts 1890. Den andra klubben var Berliner TuFC Union 1892 som 1905 blev tysk fotbollsmästare. Blau-Weiß 90 hade fram till 1980-talet endast lokal betydelse. Året 1983 investerade finansmannen Konrad Kropatschek i föreningen. Han hade som målsättning att föra laget till Bundesliga. Föreningen avskedade 1985 Kropatschek som var efterlyst för egendomsbrott. Under den pågående fotbollssäsongen flyttades Blau-Weiß 90 upp till Bundesliga.
Blau-Weiß 90 hade i Bundesliga upp till 30 000 åskådare på grund av att kända klubbar från Berlin som Hertha BSC och Tennis Borussia Berlin spelade i lägre divisioner. Det finansiella läget var hela tiden spänt. Året 1987 blev laget nedflyttat och klubben hade 1,4 miljoner DM i skuld. Föreningen anmälde 1992 insolvens.
Senare under samma år grundade 15 supporter föreningen SV Blau Weiss Berlin som efterföljare.

## Kända spelare
- Karl-Heinz Riedle[2]